# Futura Volley Busto Arsizio 2008-2009
Questa voce raccoglie le informazioni riguardanti la Futura Volley Busto Arsizio nelle competizioni ufficiali della stagione 2008-2009.

## Stagione
La stagione 2008-09 è per la Futura Volley Busto Arsizio, sponsorizzata dalla Yamamay, la terza, la seconda consecutiva, in Serie A1; in panchina viene confermato Carlo Parisi, così come alcune giocatrici tipo Natalia Viganò, Saara Loikkanen e Federica Valeriano: tra i principali acquisti quelli di Barbara Campanari, Fernanda Ferreira, Tereza Matuszková, Maurizia Borri e Marcela Ritschelová, arrivata a stagione in corsa, mentre tra le partenze si segnalano quelle di Frauke Dirickx, Ingrid Šišković e Serena Ortolani, quest'ultima per fine prestito.
Il campionato si apre con tre vittorie consecutive, mentre la prima sconfitta arriva alla quarta giornata, al tie-break, ad opera del Robursport Volley Pesaro: una serie di alternanza di risultati positivi e negativi, porta il club di Busto Arsizio a chiudere il girone di andata al quinto posto. Anche il girone di ritorno è simile a quello di andata, con successi, non più di due consecutive, che si alternano a sconfitte: la Futura Volley Busto Arsizio chiude la regular season al quarto posto, accedendo ai play-off scudetto; nei quarti di finale incontra il Giannino Pieralisi Volley, il quale, dopo aver vinto gara 1, viene sconfitto nelle due successive, venendo eliminato. La squadra lombarda incontra quindi in semifinale il Robursport Volley Pesaro, che vince le tre gare utili, tutte per 3-0, per passare al turno successivo.
Tutte le squadre partecipanti alla Serie A1 2008-09 sono di diritto qualificate alla Coppa Italia: la Futura Volley Busto Arsizio supera nella prima fase il Chieri Volley, nonostante questo vinca la gara di ritorno, ma chiudendo con un peggior quoziente set, e negli ottavi di finale la Pallavolo Villanterio; nei quarti di finale la vittoria al tie-break sulla formazione di Jesi consente l'accesso alla semifinale, dove però viene sconfitta dal Robursport Volley Pesaro per 3-0.

## Organigramma societario
Area direttiva
- Presidente: Michele Forte

Area tecnica
- Allenatore: Carlo Parisi
- Allenatore in seconda: Mariela Codaro
- Scout man: Marco Musso
- Assistente allenatore: Marco Bonollo

Area sanitaria
- Medico: Nadia Brogioli
- Preparatore atletico: Silvio Colnago
- Fisioterapista: Michele Forte
- Massaggiatore: Marco Forte

## Rosa
| N° | Nome                | Ruolo | Data di nascita   | Nazionalità sportiva |
| -- | ------------------- | ----- | ----------------- | -------------------- |
| 1  | Monica Ravetta      | S/O   | 29 agosto 1985    | Italia               |
| 2  | Natalia Viganò      | S     | 24 novembre 1979  | Italia               |
| 3  | Kateřina Bucková    | C     | 28 aprile 1978    | Rep. Ceca            |
| 3  | Fernanda Ferreira   | P     | 10 gennaio 1980   | Brasile              |
| 4  | Federica Valeriano  | S     | 15 ottobre 1985   | Italia               |
| 5  | Saara Loikkanen     | S     | 31 maggio 1980    | Finlandia            |
| 7  | Katarína Kováčová   | C     | 21 ottobre 1981   | Italia               |
| 8  | Tereza Matuszková   | S/O   | 3 dicembre 1982   | Rep. Ceca            |
| 9  | Jettie Fokkens      | P     | 26 settembre 1975 | Paesi Bassi          |
| 10 | Barbara Campanari   | C     | 4 febbraio 1980   | Italia               |
| 11 | Stefania Okaka      | S     | 9 agosto 1989     | Italia               |
| 12 | Elisa Rocca         | S     | 23 gennaio 1986   | Italia               |
| 13 | Maurizia Borri      | L     | 24 febbraio 1977  | Italia               |
| 15 | Marcela Ritschelová | C     | 9 ottobre 1972    | Rep. Ceca            |

## Mercato
| Acquisti | Acquisti            | Acquisti      | Acquisti   |
| R.       | Nome                | da            | Modalità   |
| -------- | ------------------- | ------------- | ---------- |
| L        | Maurizia Borri      | Chieri        | definitivo |
| C        | Barbara Campanari   | Life Milano   | definitivo |
| P        | Fernanda Ferreira   | Santeramo     | definitivo |
| C        | Katarína Kováčová   | Rossano       | definitivo |
| S/O      | Tereza Matuszková   | Roma          | definitivo |
| S        | Stefania Okaka      | Roma          | definitivo |
| S/O      | Monica Ravetta      | Brunelli      | definitivo |
| C        | Marcela Ritschelová | VK TU Liberec | definitivo |
| S        | Elisa Rocca         | River         | definitivo |

| Cessioni | Cessioni          | Cessioni            | Cessioni      |
| R.       | Nome              | a                   | Modalità      |
| -------- | ----------------- | ------------------- | ------------- |
| C        | Kateřina Bucková  | -                   | ritirata      |
| P        | Frauke Dirickx    | Metal Galați        | definitivo    |
| C        | Nicoletta Luciani | Villa Cortese       | definitivo    |
| L        | Michela Molinengo | Life Milano         | definitivo    |
| S/O      | Serena Ortolani   | Bergamo             | fine prestito |
| C        | Daria Parenti     | Forlì               | definitivo    |
| S/O      | Monica Ravetta    | Brunelli            | definitivo    |
| S        | Elisa Rocca       | Donoratico          | definitivo    |
| S        | Ingrid Šišković   | Accademia Benevento | definitivo    |

## Risultati

### Serie A1

#### Girone di andata
| 1ª giornata - 12 ottobre 2008 PalaYamamay, Busto Arsizio             | Busto Arsizio   | 3 - 0 | Cesena             | 25-23, 25-15, 25-23               |
| 2ª giornata - 19 ottobre 2008 PalaRavizza, Pavia                     | Pavia           | 0 - 3 | Busto Arsizio      | 28-30, 23-25, 20-25               |
| 3ª giornata - 26 ottobre 2008 PalaYamamay, Busto Arsizio             | Busto Arsizio   | 3 - 0 | Chieri             | 25-23, 25-21, 25-14               |
| 4ª giornata - 1º novembre 2008 PalaYamamay, Busto Arsizio            | Busto Arsizio   | 2 - 3 | Robursport Pesaro  | 12-25, 20-25, 25-22, 26-24, 14-16 |
| 5ª giornata - 9 novembre 2008 PalaNorda, Bergamo                     | Bergamo         | 3 - 1 | Busto Arsizio      | 25-22, 25-22, 19-25, 26-24        |
| 6ª giornata - 16 novembre 2008 PalaYamamay, Busto Arsizio            | Busto Arsizio   | 3 - 1 | Santeramo          | 21-25, 25-22, 25-21, 25-12        |
| 7ª giornata - 23 novembre 2008 Zoppas Arena, Conegliano              | Spes Conegliano | 3 - 2 | Busto Arsizio      | 25-20, 16-25, 25-21, 23-25, 15-12 |
| 8ª giornata - 30 novembre 2008 PalaYamamay, Busto Arsizio            | Busto Arsizio   | 2 - 3 | Castellana Grotte  | 23-25, 22-25, 25-19, 25-15, 12-15 |
| 9ª giornata - 4 dicembre 2008 PalaPaganelli, Sassuolo                | Sassuolo        | 1 - 3 | Busto Arsizio      | 24-26, 25-20, 26-28, 23-25        |
| 10ª giornata - 14 dicembre 2008 PalaYamamay, Busto Arsizio           | Busto Arsizio   | 2 - 3 | Sirio Perugia      | 27-29, 26-24, 26-24, 15-25, 9-15  |
| 11ª giornata - 21 dicembre 2008 Sporting Palace, Novara              | Asystel         | 3 - 0 | Busto Arsizio      | 25-21, 25-20, 25-23               |
| 12ª giornata - 26 dicembre 2008 Palasport Città di Vicenza, Sassuolo | Vicenza         | 1 - 3 | Busto Arsizio      | 21-25, 23-25, 25-23, 21-25        |
| 13ª giornata - 6 gennaio 2009 PalaYamamay, Busto Arsizio             | Busto Arsizio   | 3 - 2 | Giannino Pieralisi | 25-22, 25-20, 20-25, 22-25, 15-12 |

#### Girone di ritorno
| 14ª giornata - 10 gennaio 2009 Carisport, Cesena                    | Cesena             | 1 - 3 | Busto Arsizio   | 22-25, 25-18, 26-28, 16-25        |
| 15ª giornata - 18 gennaio 2009 PalaYamamay, Busto Arsizio           | Busto Arsizio      | 2 - 3 | Pavia           | 23-25, 25-22, 25-23, 18-25, 9-15  |
| 16ª giornata - 24 gennaio 2009 PalaMaddalene, Chieri                | Chieri             | 2 - 3 | Busto Arsizio   | 20-25, 19-25, 27-25, 25-20, 18-20 |
| 17ª giornata - 1º febbraio 2009 PalaDionigi, Sant'Angelo in Lizzola | Robursport Pesaro  | 3 - 0 | Busto Arsizio   | 25-17, 25-20, 25-15               |
| 18ª giornata - 14 febbraio 2009 PalaYamamay, Busto Arsizio          | Busto Arsizio      | 1 - 3 | Bergamo         | 20-25, 25-21, 19-25, 20-25        |
| 19ª giornata - 22 febbraio 2009 PalaCooper, Santeramo in Colle      | Santeramo          | 1 - 3 | Busto Arsizio   | 25-21, 20-25, 17-25, 22-25        |
| 20ª giornata - 1º marzo 2009 PalaYamamay, Busto Arsizio             | Busto Arsizio      | 3 - 1 | Spes Conegliano | 15-25, 25-19, 25-14, 25-17        |
| 21ª giornata - 8 marzo 2009 PalaGrotte, Castellana Grotte           | Castellana Grotte  | 3 - 2 | Busto Arsizio   | 25-18, 25-21, 16-25, 22-25, 15-10 |
| 22ª giornata - 15 marzo 2009 PalaYamamay, Busto Arsizio             | Busto Arsizio      | 3 - 0 | Sassuolo        | 25-14, 25-16, 25-23               |
| 23ª giornata - 22 marzo 2009 PalaEvangelisti, Perugia               | Sirio Perugia      | 0 - 3 | Busto Arsizio   | 24-26, 22-25, 20-25               |
| 24ª giornata - 28 marzo 2009 PalaYamamay, Busto Arsizio             | Busto Arsizio      | 1 - 3 | Asystel         | 25-22, 19-25, 23-25, 15-25        |
| 25ª giornata - 5 aprile 2009 PalaYamamay, Busto Arsizio             | Busto Arsizio      | 3 - 0 | Vicenza         | 25-19, 25-22, 25-21               |
| 26ª giornata - 11 aprile 2009 PalaTriccoli, Jesi                    | Giannino Pieralisi | 1 - 3 | Busto Arsizio   | 23-25, 25-21, 16-25, 33-35        |

#### Play-off scudetto
| Quarti di finale (gara 1) - 15 aprile 2009 PalaTriccoli, Jesi         | Giannino Pieralisi | 3 - 2 | Busto Arsizio      | 23-25, 21-25, 25-20, 25-23, 15-11 |
| Quarti di finale (gara 2) - 17 aprile 2009 PalaYamamay, Busto Arsizio | Busto Arsizio      | 3 - 1 | Giannino Pieralisi | 27-25, 26-28, 25-19, 25-17        |
| Quarti di finale (gara 3) - 20 aprile 2009 PalaYamamay, Busto Arsizio | Busto Arsizio      | 3 - 2 | Giannino Pieralisi | 24-26, 25-20, 25-22, 23-25, 15-7  |
| Semifinali (gara 1) - 22 aprile 2009 Adriatic Arena, Pesaro           | Robursport Pesaro  | 3 - 0 | Busto Arsizio      | 25-17, 26-24, 25-21               |
| Semifinali (gara 2) - 24 aprile 2009 Adriatic Arena, Pesaro           | Robursport Pesaro  | 3 - 0 | Busto Arsizio      | 25-11, 25-17, 25-16               |
| Semifinali (gara 3) - 26 aprile 2009 PalaYamamay, Busto Arsizio       | Busto Arsizio      | 0 - 3 | Robursport Pesaro  | 22-25, 12-25, 21-25               |

### Coppa Italia

#### Fase a eliminazione diretta
| Prima fase (andata) - 22 ottobre 2008 PalaMaddalene, Chieri              | Chieri             | 0 - 3 | Busto Arsizio | 20-25, 18-25, 15-25               |
| Prima fase (ritorno) - 29 ottobre 2008 PalaYamamay, Busto Arsizio        | Busto Arsizio      | 2 - 3 | Chieri        | 25-20, 22-25, 17-25, 25-18, 8-15  |
| Ottavi di finale (andata) - 19 novembre 2008 PalaRavizza, Pavia          | Pavia              | 2 - 3 | Busto Arsizio | 22-25, 18-25, 25-17, 25-19, 11-15 |
| Ottavi di finale (ritorno) - 26 novembre 2008 PalaYamamay, Busto Arsizio | Busto Arsizio      | 3 - 0 | Pavia         | 25-21, 25-23, 28-26               |
| Quarti di finale - 6 febbraio 2009 PalaSele, Eboli                       | Giannino Pieralisi | 2 - 3 | Busto Arsizio | 28-26, 19-25, 21-25, 25-22, 16-18 |
| Semifinali - 7 febbraio 2009 PalaSele, Eboli                             | Robursport Pesaro  | 3 - 0 | Busto Arsizio | 25-22, 25-14, 25-15               |

## Statistiche

### Statistiche di squadra
| Competizione | Punti | In casa | In casa | In casa | In trasferta | In trasferta | In trasferta | Totale | Totale | Totale |
| Competizione | Punti | G       | V       | P       | G            | V            | P            | G      | V      | P      |
| ------------ | ----- | ------- | ------- | ------- | ------------ | ------------ | ------------ | ------ | ------ | ------ |
| Serie A1     | 49    | 16      | 9       | 7       | 16           | 8            | 8            | 32     | 17     | 15     |
| Coppa Italia | -     | 2       | 1       | 1       | 2            | 2            | 0            | 6      | 4      | 2      |
| Totale       | -     | 18      | 10      | 8       | 18           | 10           | 8            | 38     | 21     | 17     |

G = partite giocate; V = partite vinte; P = partite perse

### Statistiche dei giocatori
| Giocatore      | Serie A1 | Serie A1 | Serie A1 | Serie A1 | Serie A1 | Coppa Italia | Coppa Italia | Coppa Italia | Coppa Italia | Coppa Italia | Totale | Totale | Totale | Totale | Totale |
| Giocatore      | P        | PT       | AV       | MV       | BV       | P            | PT           | AV           | MV           | BV           | P      | PT     | AV     | MV     | BV     |
| -------------- | -------- | -------- | -------- | -------- | -------- | ------------ | ------------ | ------------ | ------------ | ------------ | ------ | ------ | ------ | ------ | ------ |
| M. Borri       | 32       | -        | -        | -        | -        | 6            | -            | -            | -            | -            | 38     | -      | -      | -      | -      |
| K. Bucková     | 11       | 128      | 88       | 31       | 9        | 4            | 42           | 29           | 11           | 2            | 15     | 170    | 117    | 42     | 11     |
| B. Campanari   | 32       | 345      | 224      | 96       | 25       | 6            | 55           | 29           | 19           | 7            | 38     | 400    | 253    | 115    | 32     |
| F. Ferreira    | 32       | 133      | 67       | 37       | 29       | 6            | 28           | 12           | 9            | 7            | 38     | 161    | 79     | 46     | 36     |
| J. Fokkens     | 11       | 1        | 0        | 1        | 0        | 2            | 3            | 2            | 1            | 0            | 13     | 4      | 2      | 2      | 0      |
| K. Kováčová    | 22       | 40       | 24       | 13       | 3        | 4            | 13           | 10           | 3            | 0            | 26     | 53     | 34     | 16     | 3      |
| S. Loikkanen   | 27       | 440      | 380      | 49       | 11       | 6            | 92           | 78           | 9            | 5            | 33     | 532    | 458    | 58     | 16     |
| S. Okaka       | 11       | 30       | 26       | 4        | 0        | 2            | 13           | 11           | 1            | 1            | 13     | 43     | 37     | 5      | 1      |
| M. Ravetta     | 14       | 20       | 16       | 3        | 1        | 2            | 0            | 0            | 0            | 0            | 16     | 20     | 16     | 3      | 1      |
| M. Ritschelová | 19       | 185      | 124      | 49       | 12       | 2            | 15           | 10           | 5            | 0            | 21     | 200    | 134    | 54     | 12     |
| E. Rocca       | 12       | 0        | 0        | 0        | 0        | 1            | 7            | 5            | 2            | 0            | 13     | 7      | 5      | 2      | 0      |
| T. Matuszková  | 32       | 434      | 379      | 35       | 20       | 6            | 54           | 49           | 3            | 2            | 38     | 488    | 428    | 38     | 22     |
| F. Valeriano   | 30       | 37       | 29       | 7        | 1        | 5            | 8            | 8            | 0            | 0            | 35     | 45     | 37     | 7      | 1      |
| N. Viganò      | 32       | 325      | 286      | 27       | 12       | 6            | 71           | 63           | 5            | 3            | 38     | 396    | 349    | 32     | 15     |

P = presenze; PT = punti totali; AV = attacchi vincenti; MV = muri vincenti; BV = battute vincenti